# バハモンドオウギハクジラ
バハモンドオウギハクジラ（バハモンド扇歯鯨、Mesoplodon traversii）は、ハクジラ亜目アカボウクジラ科オウギハクジラ属に属する小型のクジラである。

## 名称
英名の「Spade Toothed Whale」または「Spade-Toothed Beaked Whale」は、1872年にニュージーランドのピット島で見つかった下顎に由来する。
和名では、標準和名の「バハモンドオウギハクジラ」の他に別称として「トラバースオウギハクジラ」が存在する。どちらも英語での別名の「Bahamondi's beaked whale」と「Traver's beaked whale」に因んでおり、日本語の名称は英名の直訳およびオウギハクジラに因んでいる。

## 分類

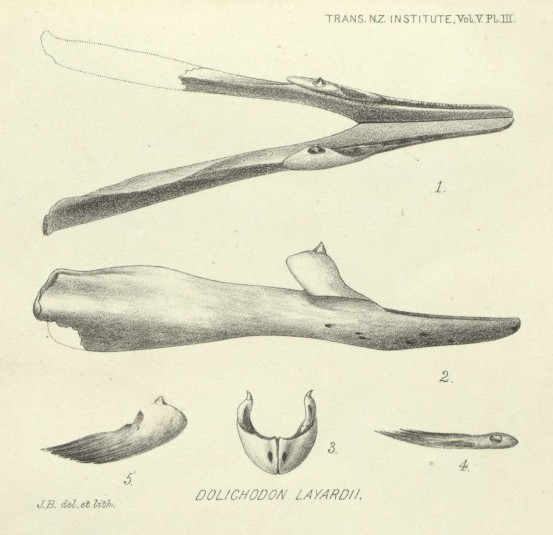
1872年にニュージーランドで発見された下顎の骨。

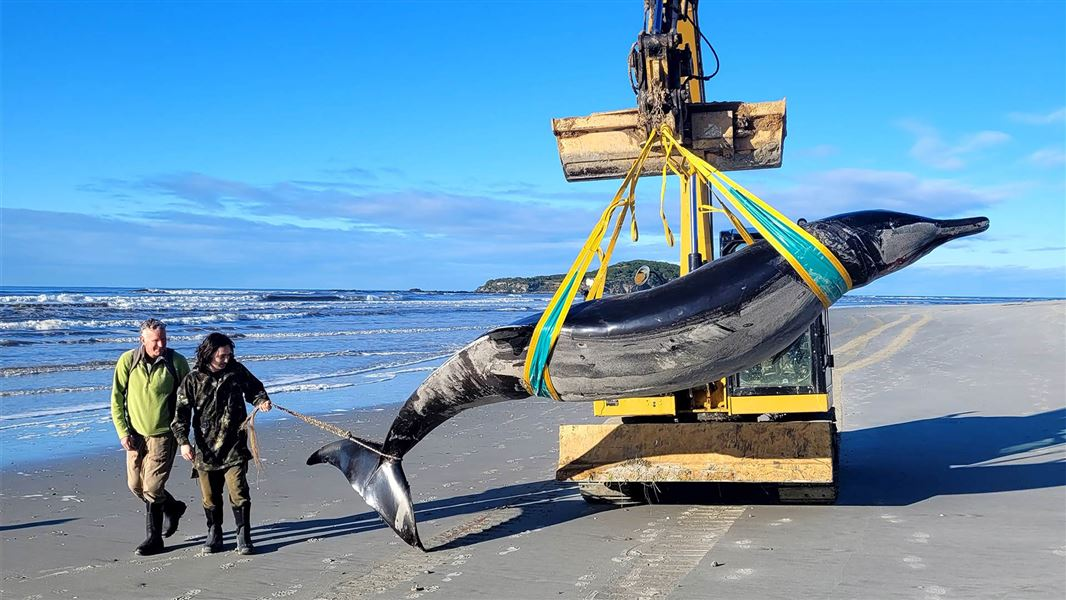
2024年7月にニュージーランド・オタゴ地方に座礁漂着した個体。

上記のピット島で発見された個体は、当時はヒモハクジラとして分類された。
1950年にはニュージーランドのホワイト島で別の個体が発見され、当時はイチョウハクジラとして分類された。
1986年にはチリのロビンソン・クルーソー島で破損した頭蓋冠が見つかり、この時には新種の「バハモンドオウギハクジラ」として分類された。
しかし、最近の遺伝子解析により、これらは全て同一の種であり、「Mesoplodon traversii」として分類すべきであることがわかっている。すなわち、「Mesoplodon bahamondi」は「Mesoplodon traversii」のシノニムである。
2010年12月にニュージーランド・プレンティ湾のオパペ・ビーチ（Opape Beach）で、体長5.3mのメスと、体長3.5mの子どものオスの2体のクジラが座礁しているのが発見され、その後まもなく死亡した。このクジラは当初ミナミオウギハクジラだと考えられたが、遺伝子解析の結果、2012年11月にバハモンドオウギハクジラであることが判明した。これはこの種の最初の完全な標本である。
2024年7月にニュージーランド・オタゴ地方南部のタイエリ河口付近で約5メートルの死骸が発見された。自然保護省（英語版）とニュージーランド国立博物館テ・パパ・トンガレワの海獣の専門家によって雄の個体と断定された。

## 形態

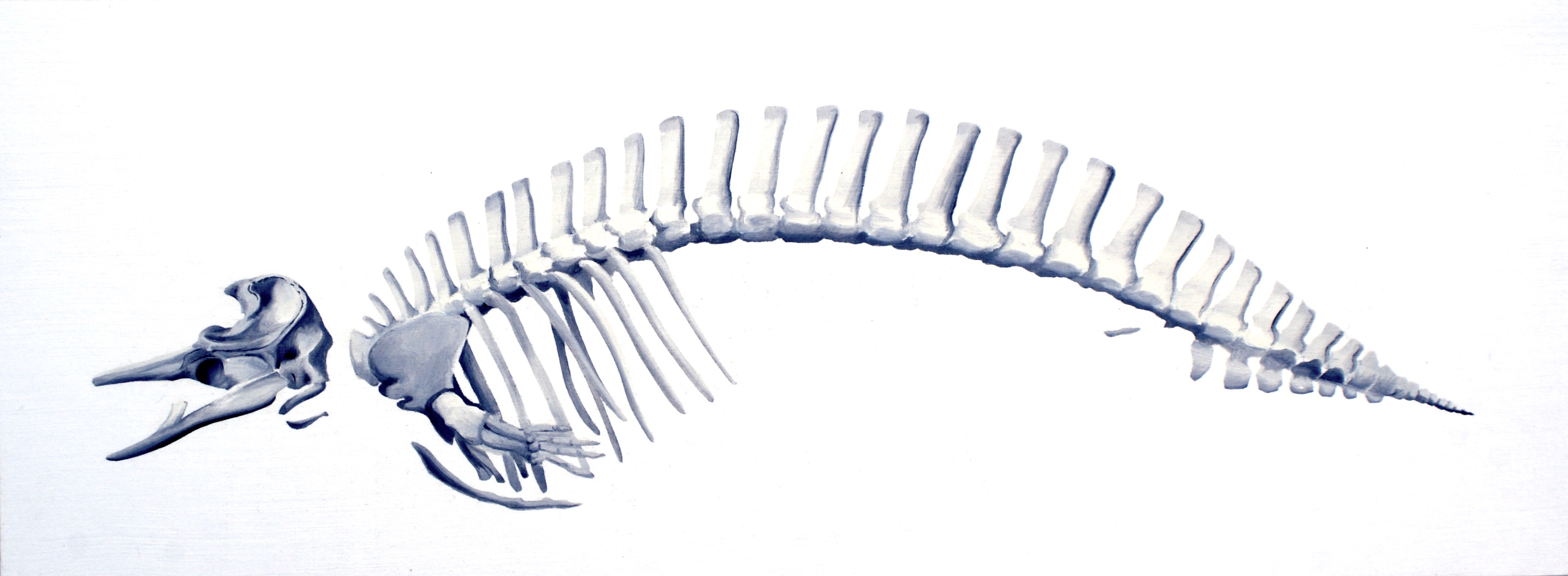
本種の骨格。

バハモンドオウギハクジラは、頭蓋骨および歯の解剖学的な知見以外は全く不明である。他のオウギハクジラ属と比較すると、口吻の幅が比較的広いなどといった特徴がある。頭蓋骨の特徴にはヒモハクジラとの類似性が見られる。最も際立った特徴は23センチメートルほどもある大きな歯であり、大きさとしてはヒモハクジラの歯に近い。ヒモハクジラの歯と比べると幅が広く、共に歯の先端に小歯状突起があるが、バハモンドオウギハクジラの方が目立っている、といった違いがある。
頭蓋骨の大きさから体長は5メートルから5.5メートル程度であろうという推測もある。

## 生息域、生息数
東太平洋および西太平洋において発見されているが、中間部では発見されていない。
生息数も不明である。

## 生態
バハモンドオウギハクジラは、これまで2体の標本しかなく、不明な点が非常に多い。大型哺乳類としては最も不明な点が多い種の一つである。同類と同様に深海性であると推測されている。
生きている状態のバハモンドオウギハクジラは見つかったことがないため、全く不明である。2012年までその骨の一部しか見つかっていなかった。

## 人間との関係

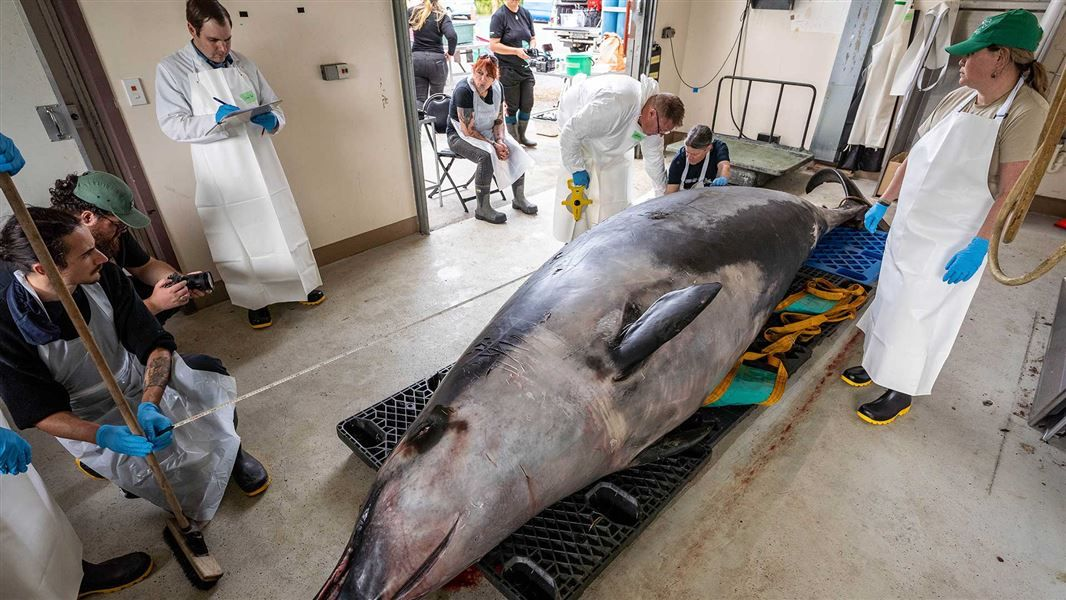
2024年にニュージーランド・オタゴ地方に座礁した個体は頭部に致命傷を負っていた。

標本の確認自体が非常に珍しい種類であり、生体の目撃情報も存在していないためにほとんどの生態情報が不明である。同時に、捕鯨の対象にされたこともなければ混獲や船舶との衝突などの人間由来の危険要素が本種に及ぼす影響も未知数である。ホエールウォッチングの対象になった事例も存在せず、明確な保護策も講じられていない。
2024年にニュージーランド・オタゴ地方に座礁した個体は頭部に致命的な外傷を負っていたが、これが船舶との衝突によるものなのかは不明瞭である。